# Mibéfradil
Le mibéfradil est un inhibiteur sélectif des canaux calciques de type T. Retiré de la vente en 1998,, il était utilisé dans le traitement de l'hypertension de l'angine de poitrine chronique.

## Synthèse

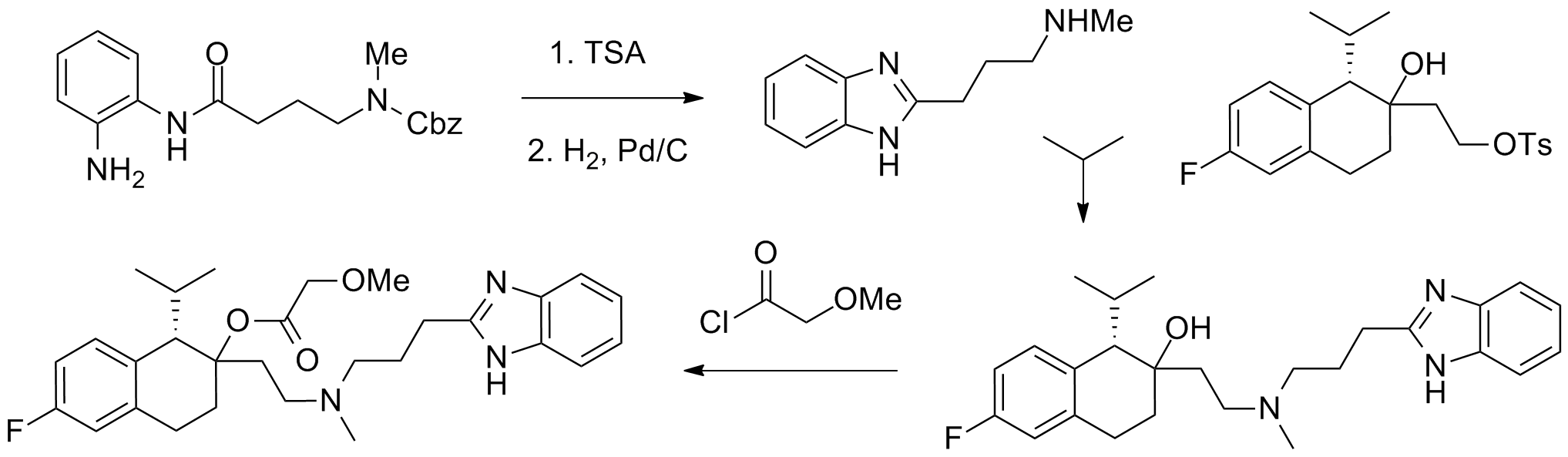
Mibefradil synthesis: